# Silene gangotriana
Silene gangotriana är en nejlikväxtart som beskrevs av Pusalkar, D.K.Singh och Lakshmin. Silene gangotriana ingår i släktet glimmar, och familjen nejlikväxter. Inga underarter finns listade i Catalogue of Life.